# بحيرة دياوانا
بحيرة دياوانا هي بحيرة اصطناعية تقع في العاصمة الإدارية سري جاياواردنابورا كوتي في سريلانكا، تشتهر البحيرة بموقعها الاستراتيجي ضمن قلب المدينة، وتحيط بها مناطق خضراء ومتنزهات، بالإضافة إلى وجود مبانٍ حكومية هامة، بما في ذلك البرلمان السريلانكي الواقع على جزيرة صغيرة وسط البحيرة.

تعتبر بحيرة دياوانا وجهة سياحية هامة، حيث يقصدها الزوار للتنزه، وركوب القوارب، ومراقبة الطيور، والاستمتاع بالإطلالات الطبيعية والعمارة المحيطة بها، كما تُعد البحيرة محورًا للأنشطة الترفيهية والثقافية، ما يجعلها من أبرز المعالم في العاصمة.